# Спарта (батальон)
Батальон „Спарта“ (на руски: Батальон «Спарта») е действаща руска сепаратистка военна част от отцепилата се Донецка народна република (ДНР) в Източна Украйна. Бие се срещу армията на Украйна по време на войната в Донбас и руската инвазия през 2022 г. Създаден през 2014 г., първоначално се ръководи от родения в Русия Арсен Павлов (по прякор "Моторола") до смъртта му през октомври 2016 г., а след това от Владимир Жога от Славянск до смъртта му през март 2022 г.
Батальонът участва в битката при Иловайск и втората битка за летище „Донецк“. Според Foreign Policy батальонът „Спарта“ има "репутация на безмилостен". Обвиняван във военни престъпления в Донбас. Батальонът вее черно-жълто-бялото знаме на Руската империя.

## История
Според украински и руски източници, подразделението е сформирано през август 2014 г. в Донецк, на базата на съществуващите противотанкови войски, водени от Арсен Павлов, които по-рано съобщават, че са участвали в битката при Иловайск заедно с "доброволческите" сили на Игор Гиркин.

### Хронология на битките
През 2014 г. батальонът участва в битката за Иловайск.
През 2015 г. участва във втората битка за летище „Донецк“. По време на тази битка нейните бойци са заснети как пленяват украински войници (които по-късно са разведени през Донецк, където са нападани от местни жители) и транспортират техните тела. Павлов кара украинските военнопленници да носят телата на други украинци, защото, според него, „не е наша работа да носим мъртвите, наша работа е да ги убиваме.“
През януари 2015 г. участва в битката за Дебалцево.
През март 2016 г. е във въоръжената схватка в Докучаевск.
През септември 2016 г. батальона е разположен в Луганска народна република, със заявената цел да предотврати очакван държавен преврат.

### Нападение над Украйна през 2022 г.
Батальонът взима участие в:
- Битка за Волноваха в края на февруари 2022 г.
- Битка за Авдеевка в средата на април 2022 г.

## Предполагаеми военни престъпления
През февруари 2015 г. украинската Служба за безопасност започва разследване на твърдения за военни престъпления, извършени през януари 2015 г. от батальона и неговия лидер Арсен Павлов, с обвинения, включващи убийства, тормоз, изтезания и принуждаване на хора към робски труд.
През април 2015 г. руският заместник-директор на Amnesty International за Европа и Централна Азия Денис Кривошеев обвинява Павлов за убийството и изтезанието на украински военнопленници, заловени на летището в Донецк. В противоречиво видео, публикувано в YouTube през април 2015 г., има гласове както на журналиста на Kyiv Post, така и на глас, за който се твърди, че принадлежи на Павлов, като последният твърди, че е убил 15 затворници, казвайки: „Аз застрелях 15 затворници. Не ми пука. Без коментар. Убивам когото си поискам.” Amnesty International призовава за задълбочено разследване на престъплението. През юни е съобщено от украински служител, че Интерпол е отказал да постави Павлов в техния списък за издирване на основание „политическия характер на случая с Моторола“.
През 2016 г. журналист от Vice News описва случай, че трупове на украинци, които все още са на летището в Донецк, по заповед на батальона „Спарта“ е трябвало да бъдат погребани от украинските военнопленници през 2014 г.